# Vila Jestřábí
Vila Jestřábí je lázeňský dům ve stylu lidové secese postavený v letech 1902–1904 v Luhačovicích podle projektu architekta Dušana Jurkoviče.
Při jejím projektování dostal Jurkovič poprvé možnost postavit v Luhačovicích větší stavbu bez omezení předchozí zástavbou. Vila stojí volně na okraji lázeňského parku nedaleko kolonády a dalších Jurkovičových staveb. Dvouposchoďová, přísně symetrická budova má podobu bloku s příčně rozvinutými postranními křídly a s trojicí rizalitů – jedním středovým, schodišťovým a dvěma rohovými. Směrem ke svahu, jenž snižuje zadní průčelí o jedno podlaží, je mírně zalomená. I ona se vyznačuje výrazným použitím pro architekta Jurkoviče charakteristických prvků, jako je například hrázděné zdivo. Fasáda má béžovou omítku, dřevěné články balkónů, štítových výplní a hrázděné konstrukce v druhém poschodí jsou červenohnědé. Stejnou barvu mají i zalomené nadokenní stříšky a zalomení střešních podlomenic.
K vile původně patřila i velká japonská zahrada, z níž se do dneška zachoval jen malý parčík s můstky a jezírky. Lázeňský dům tak symbolicky uzavírá celé lázeňské údolí, k němuž je situován téměř kolmo.
V roce 2000 prošel objekt celkovou rekonstrukcí, jejímž investorem byly Lázně Luhačovice, a.s., a jejím autorem byl Ing. arch. Soukal. Dnes sídlí v objektu hotel Garni Jestřabí.

## Kulturní památka
Lázeňský dům pod Jestřabí horou byl zařazen mezi kulturní památky již v roce 1958.